# Grosser Preis des Kantons Aargau 1969
Il Grosser Preis des Kantons Aargau 1969, sesta edizione della corsa, si svolse il 4 agosto su un percorso di 220 km, con partenza e arrivo a Gippingen. Fu vinto dal belga Walter Godefroot della Flandria-De Clercq-Kruger davanti allo svizzero Erich Spahn e all'altro belga Jean Ronsmans.

## Ordine d'arrivo (Top 10)
| Pos. | Corridore           | Squadra                    | Tempo    |
| ---- | ------------------- | -------------------------- | -------- |
| 1    | Walter Godefroot    | Flandria-De Clercq-Kruger  | 5h15'43" |
| 2    | Erich Spahn         | Zimba-Mondia               | s.t.     |
| 3    | Jean Ronsmans       | Goldor-Hertekamp-Herta     | s.t.     |
| 4    | Willy Maes          | Goldor-Hertekamp-Herta     | s.t.     |
| 5    | Jiří Daler          | Frimatic-Viva-de Gribaldy  | s.t.     |
| 6    | Willy Van den Eynde | Okay Whisky-Diamant-Geens  | s.t.     |
| 7    | Peter Glemser       | Batavus-Continental-Alcina | s.t.     |
| 8    | Tony Daelemans      | Goldor-Hertekamp-Herta     | s.t.     |
| 9    | Willy Vekemans      | Goldor-Hertekamp-Herta     | s.t.     |
| 10   | Georges Claes jr    | Goldor-Hertekamp-Herta     | s.t.     |